# 圣路易斯-杜帕赖廷加
圣路易斯-杜帕赖廷加是巴西圣保罗州的一个市镇。总面积617.148平方公里，总人口10496人，人口密度17人/平方公里。